# Костел Святого Йосипа (Дніпро)
Костел Святого Йосипа — костел міста Дніпро, збудований в 1877 році.

## Історія
У 1877 році на центральному проспекті Катеринослава з'явилася нова споруда, яка стала прикрасою міста — римо-католицький костел. Зараз фахівці його називають унікальним для всього сходу України. Костел був розписаний фресками, частина яких збереглася до нашого часу, в тому числі і написи на стінах, зроблені польською мовою. Над проєктом храму працювали А. Бродницький і П. Меркулов. Побудований у неоготичному стилі, із застосуванням елементів романського стилю, а в інтер'єрі — двох потужних стрілчастих арок. Освячення костелу в ім'я святого Йосипа відбулося у 1878 році. На початку XX ст. кількість римо-католиків була такою, що костел не міг вмістити всіх парафіян. Це вимагало розширення храму, що і було зроблено. У 1905 р. відбулося урочисте освячення храму, яке провів тираспольський єпископ-ординарій Йосип Алоїз Кесслер.

## Римо-католицька парафія св. Йосипа в радянські часи
30 липня 1948 р. обласна рада передала будівлю костелу міськвиконкому, мотивуючи це рішення тим, що культова споруда не отримує належного ремонту. Спочатку будівлю костелу було передано під бібліотеку, а 12 лютого 1949 р. — міському комітету фізкультури для його подальшого переобладнання на спортивну залу. У 1984 р. будівлю, в якій колись відбувалися Служби Божі, був орган і виголошувалися молитви, передали Зональному управлінню спортивних лотерей, а у 1990-х роках тут розмістили Українське товариство спортивних лотерей «Ніка» та інформаційний центр «Україна».

## У часи незалежности України
4 березня 1991 рік Дніпропетровська облрада зареєструвала парафію в Дніпропетровську. О. Юрій Зімінський MIC з Харкова відправив у приватному будинку першу Святу Месу для місцевих римо-католиків, котрі почали домагатися повернення колишнього костелу. У 1996 році на вулиці Комсомольській придбали будинок, який переобладнали на каплицю. 7 лютого 1997 року колишній костел у Дніпропетровську передали у комунальну власність, а 1998 року Облрада продала будівлю храму ТОВ «Фін-Інвест», яке через панамську корпорацію «Вілнорз» перепродала її компанії «Dugsbery Inc». 24.12.1998  рішенням Арбітражного суду договір купівлі-продажу будівлі між Облрадою і ТОВ «Фін-Інвест» визнали недійсним. 11.03.1999 р. прокуратура області підтвердила, що споруда належить територіальній громаді міста. 15 серпня 1999 року парафію у Дніпропетровську перейняли францисканці-капуцини. Римо-Католицький храм був предметом багаторічних судових розглядів, переговорів на різних рівнях, справою його повернення опікувався Папа Іван Павло II в 2001 році під час свого візиту в Україну.
10.08.2009 Дніпропетровський Апеляційний Господарський Суд підтвердив право власности парафії на будівлю храму і залишив у силі рішення Господарського Суду Дніпропетровської області від 25 червня.
29 серпня 2009 року єпископ Мар'ян Бучек відправив урочисту Святу Месу, на початку якої костел освятив єпископ Станіслав Широкорадюк (францисканці). 11 жовтня 2014 року владика Широкорадюк за участю архіпастирів Петра Мальчука OFM, Леона Дубравського, Яна Собіло та Мар'яна Бучека реконсекрував відновлений костел.
Парафію обслуговують францисканці-капуцини (орден Братів Менших Капуцинів), працюють черниці-урсулинки (згромадження Сестер Урсулинок Пресвятого Серця Умираючого Ісуса).

## Адреса і розпорядок Богослужінь
- понеділок — п'ятниця о 18.00
- субота о 9.00
- неділя о 10.00 та 18.00 (українською мовою).

В парафії святого Йосипа служать священики-монахи з Ордену Братів Менших Капуцинів. Храм розташований за адресою: проспект Дмитра Яворницького, 91.

## Сайт
Парафія святого Йосипа.

## Галерея

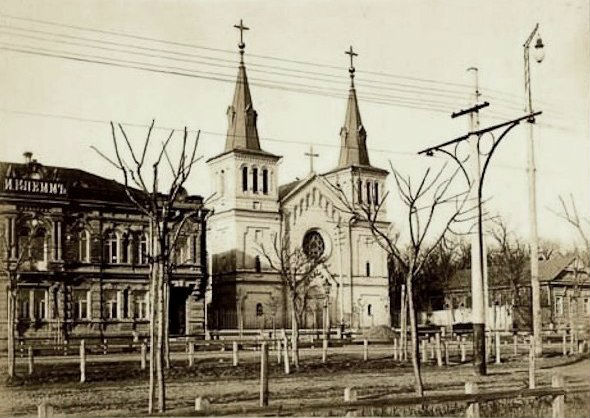
Костел Святого Йосипа (поч. XX ст.)
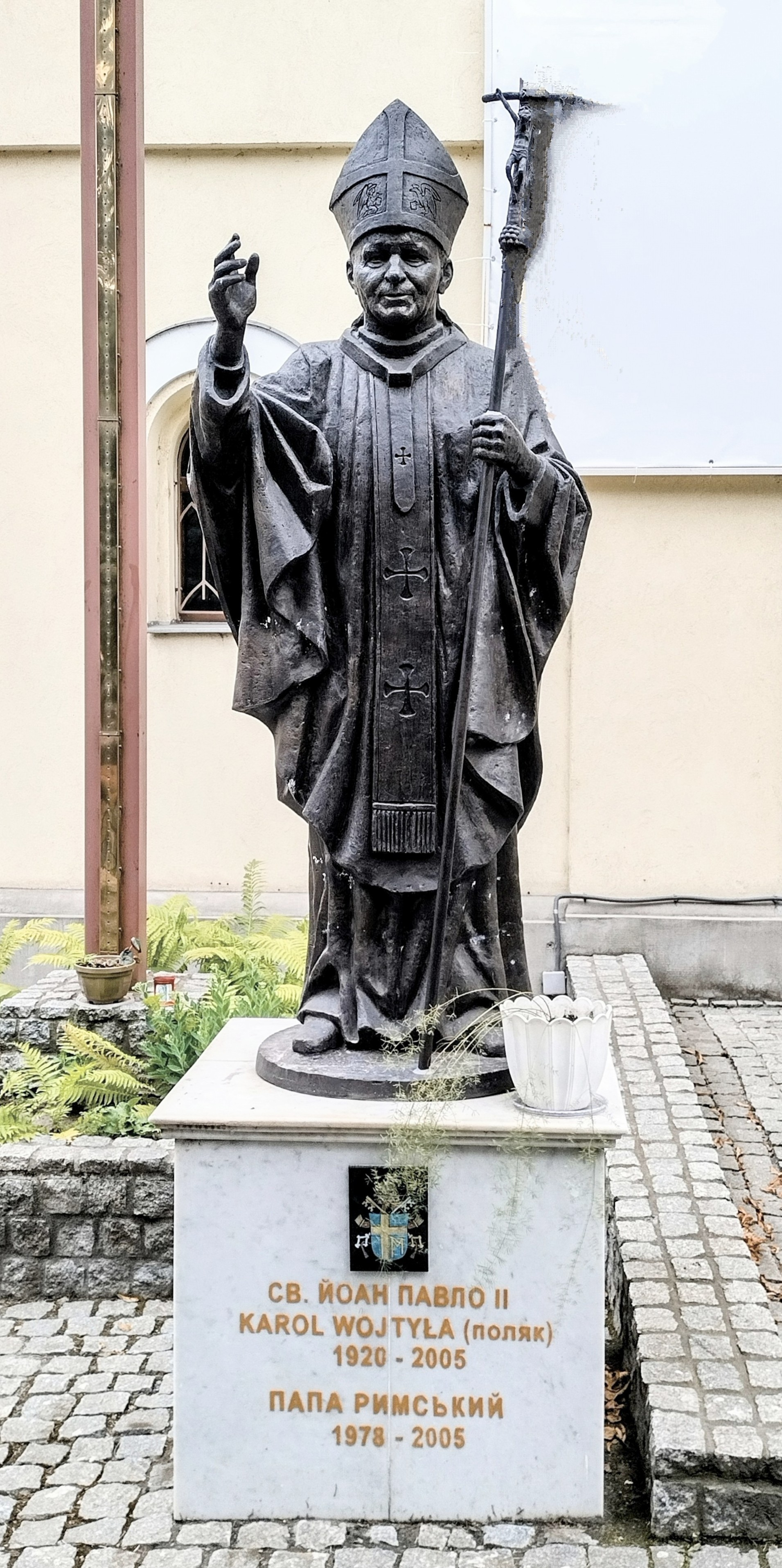
Пам'ятник Івану Павлу II
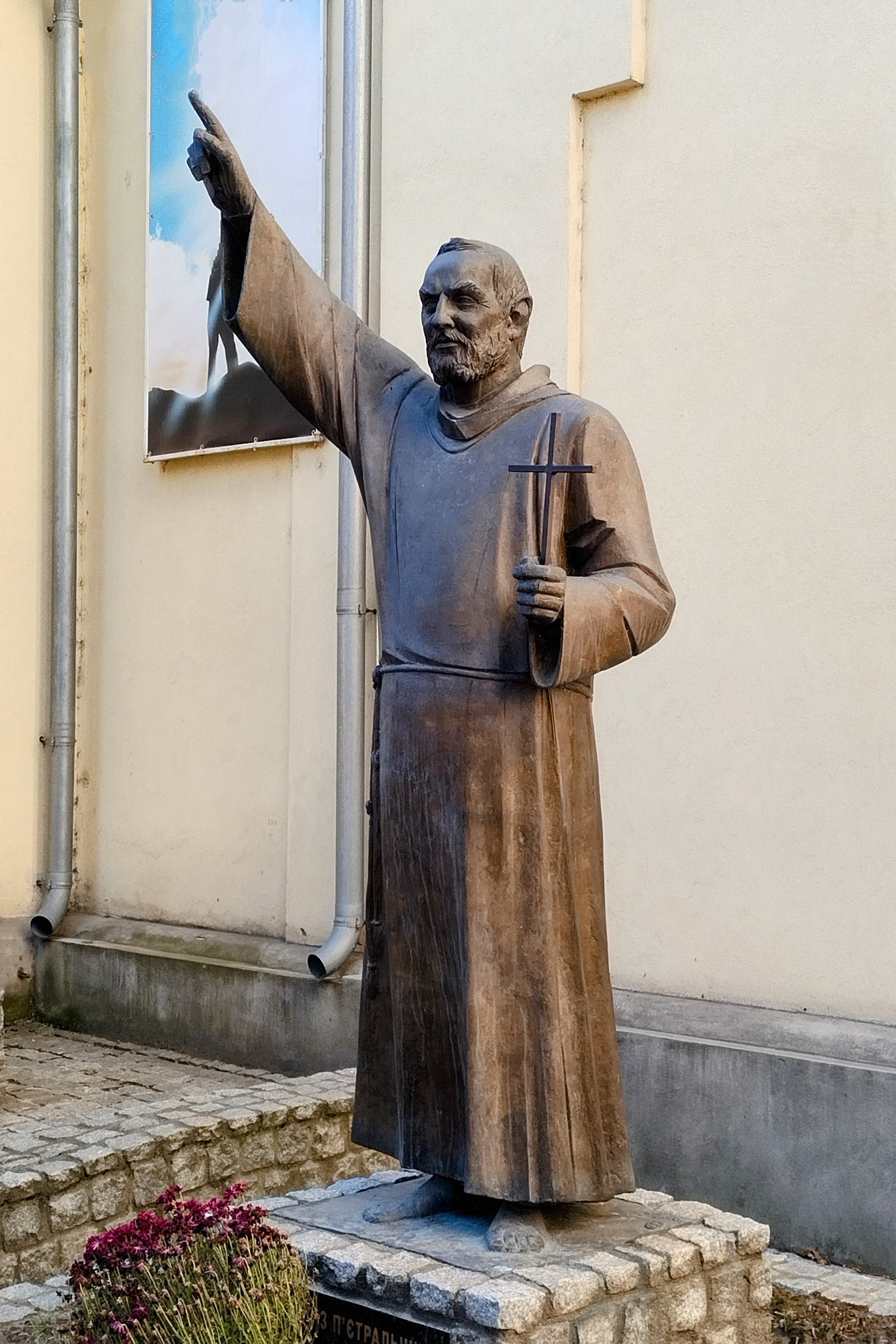
Пам'ятник Святому Піо з П'єтрельчини
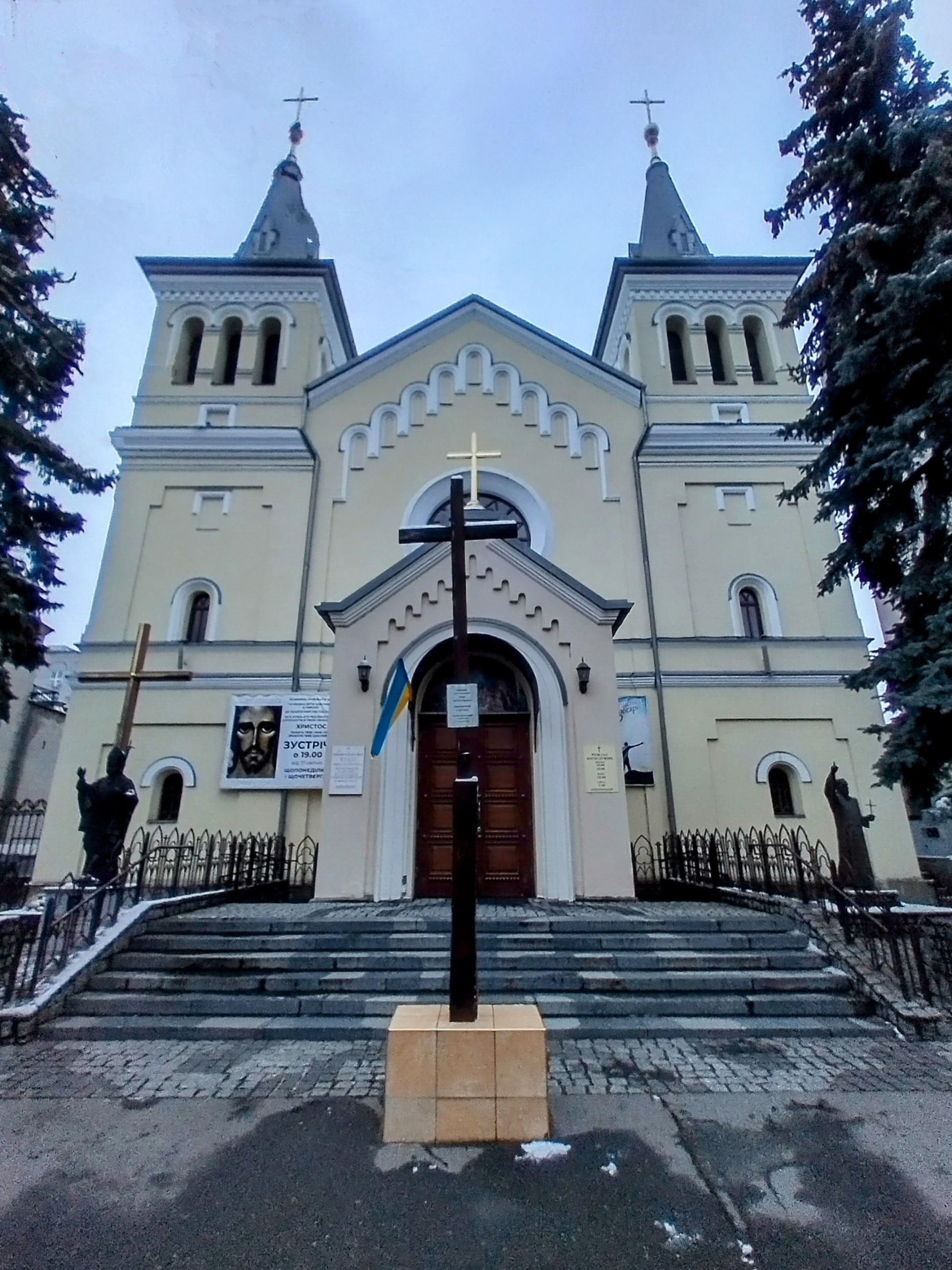
Костел Святого Йосипа (ХХI ст.)
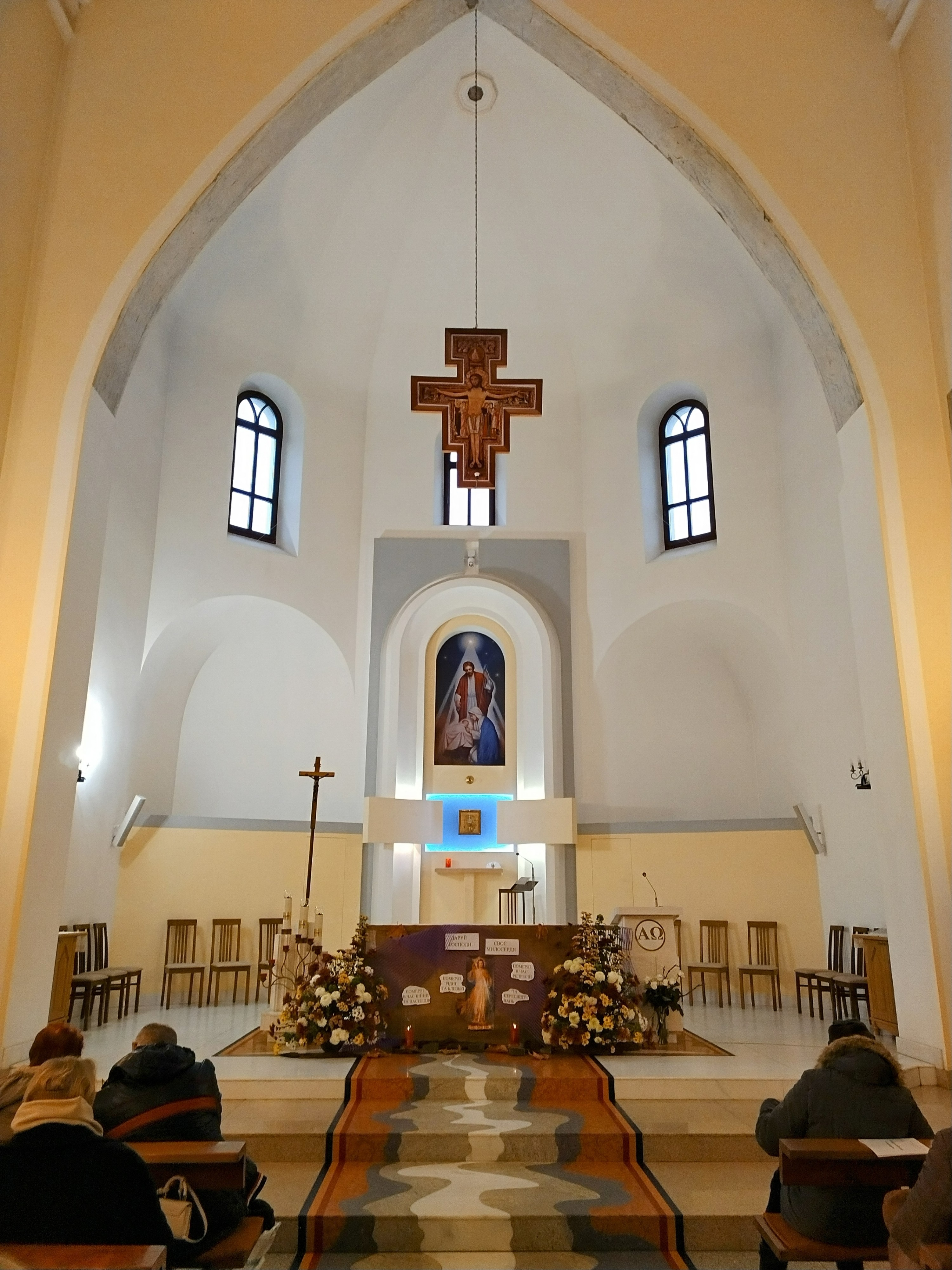
Внутрішній інтер'єр під час благодійного концерту